# Estadio Mokdong

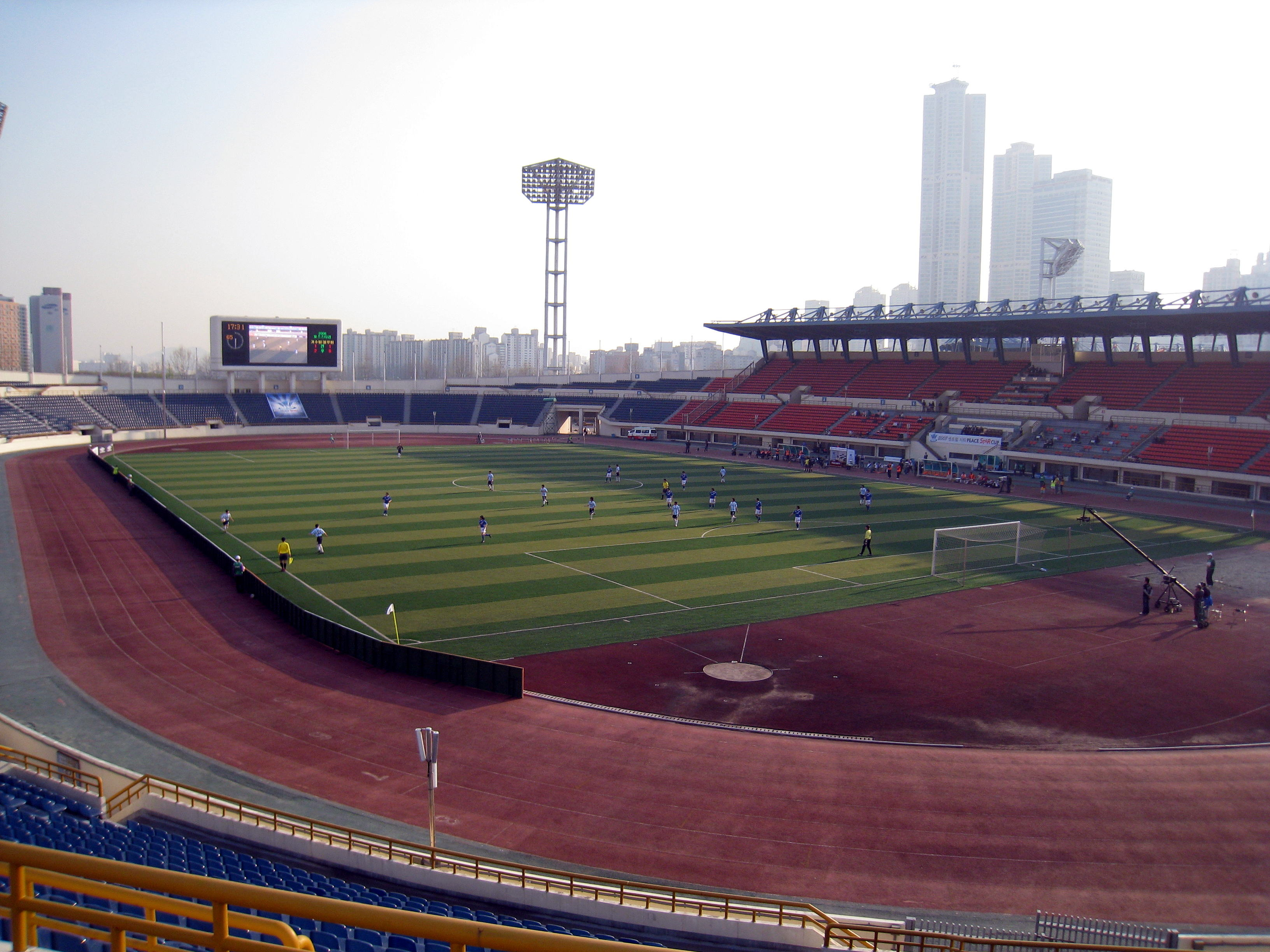
Estadio Mokdong
Hangul - 목동운동장 주경기장

Estadio Mokdong es un complejo deportivo situado en Mok-dong, Yangcheon-gu, Seúl. Consiste en estadio de usos múltiples, un estadio de béisbol, y una pista de hielo artificial. Fue inaugurado el 14 de noviembre de 1989. El principal estadio acogió partidos de fútbol K League 1993-2001.
Es estadio de usos múltiples y se utiliza actualmente sobre todo para el fútbol y el atletismo y fue el estadio de Bucheon SK (Actualmente Jeju United Football Club) antes de que fueran trasladados a Bucheon realidad. El estadio tiene capacidad para 20.236 personas y se abrió en 1989.

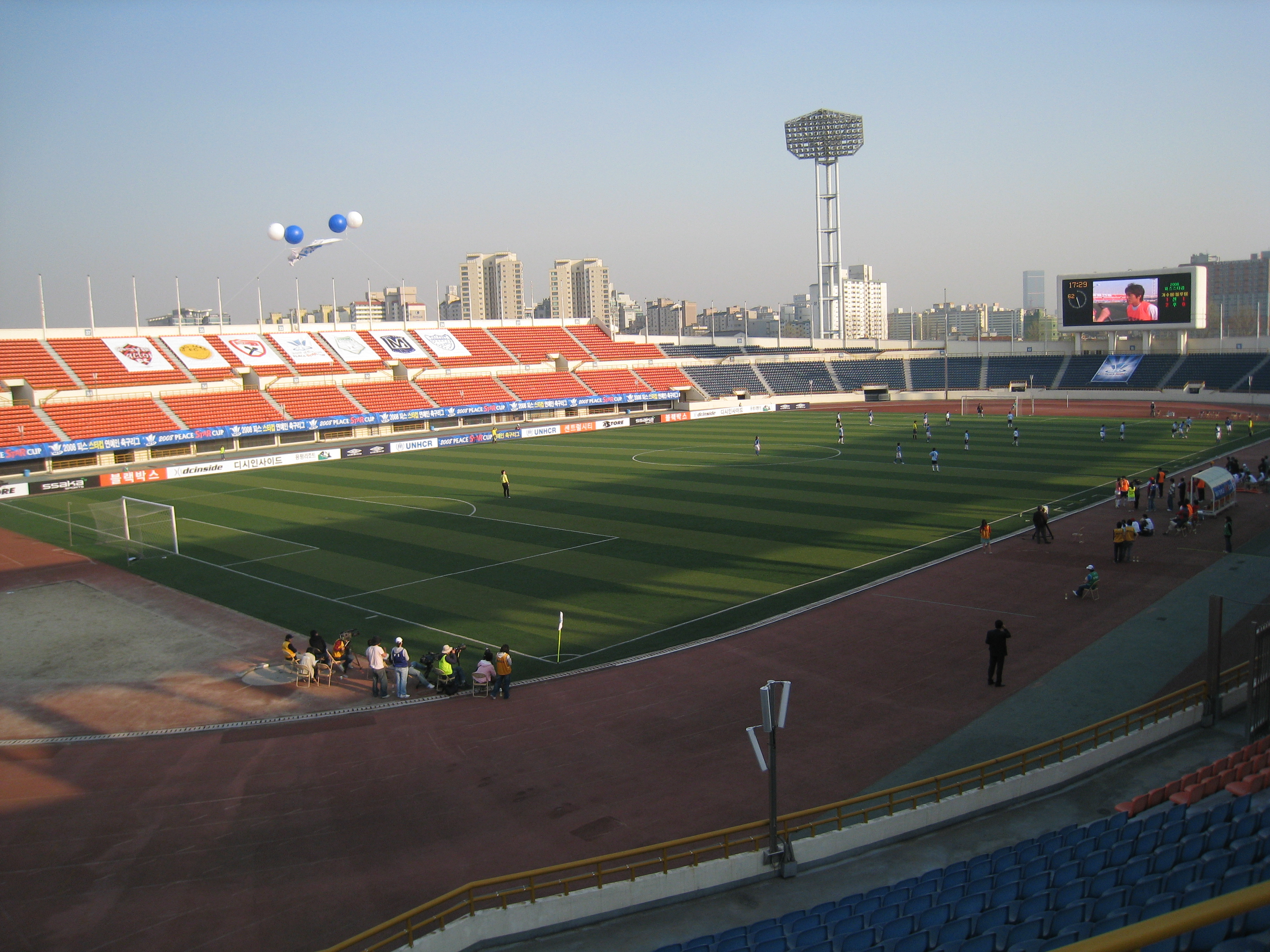
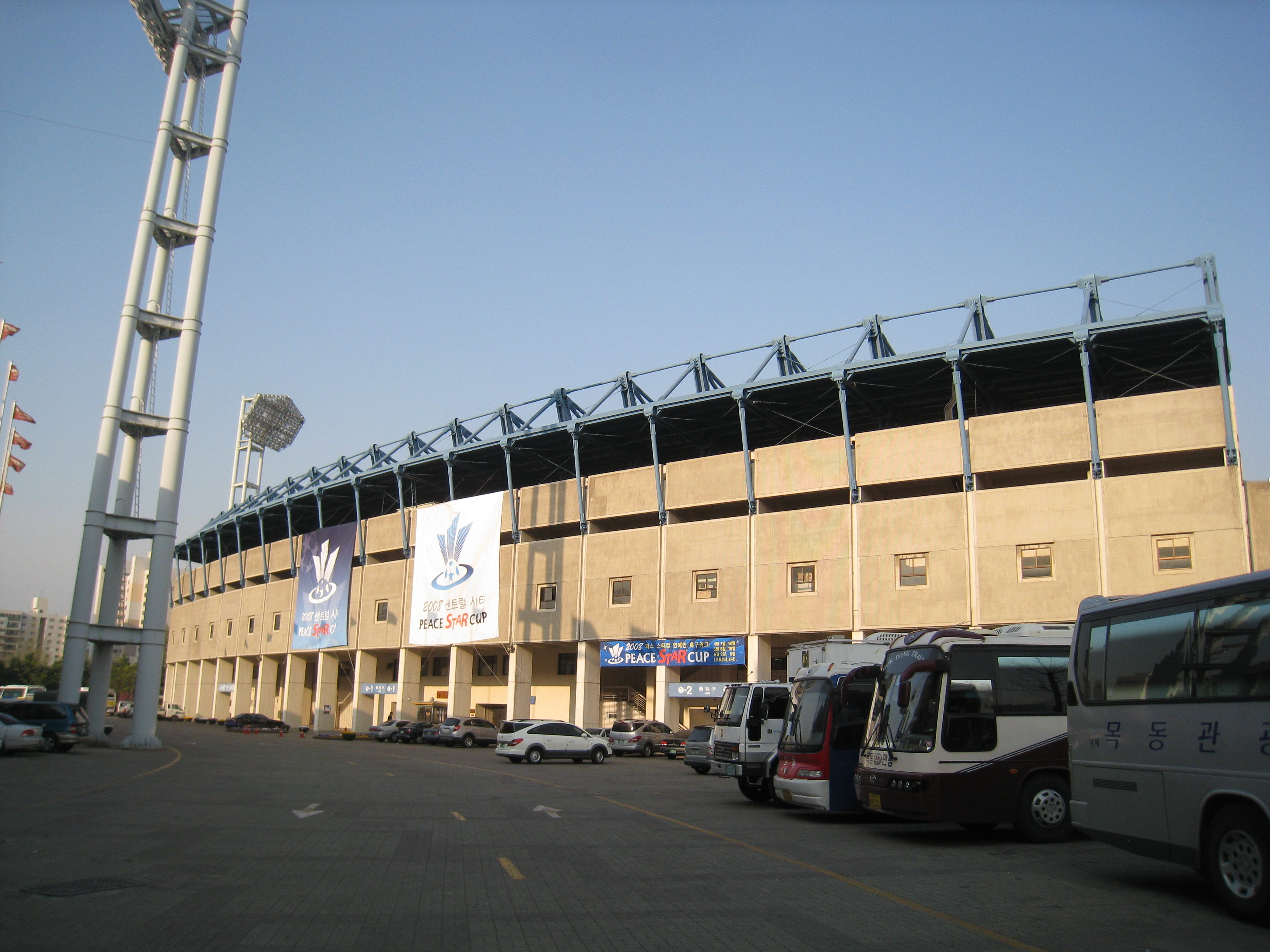